# Добрик (струмок)
Добрик, Добрин — струмок в Україні, у Верховинському районі Івано-Франківської області, лівий доплив Чорного Черемоша (басейн Дунаю).

## Опис
Довжина струмка приблизно 7 км. Формується з багатьох безіменних струмків.

## Розташування
Бере початок на південно-західних схилах гори Чивчин. Тече переважно на північний схід і впадає у річку Чорний Черемош, ліву притоку Черемоша.